# Хороший человек в Африке
«Хороший человек в Африке» (англ. A Good Man In Africa) — кинофильм 1994 года совместного южноафриканско-американского производства. Экранизация произведения, автор которого — Уильям Бойд.

## Сюжет
Морган Лифи — молодой дипломат, работающий в вымышленной африканской стране Кинджаджага. Против своей воли он оказывается втянутым в сложную политическую интригу с участием всей верховной власти Кинджаджаги.

## В ролях
| Актёр                  | Роль                          |
| ---------------------- | ----------------------------- |
| Колин Фрилз            | Морган Лифи                   |
| Шон Коннери            | доктор Алекс Мюррей           |
| Джон Литгоу            | Артур Фаншоу                  |
| Дайана Ригг            | Хлоя Фаншоу                   |
| Луис Госсетт (младший) | профессор Сэм Адекунле        |
| Джоан Уолли-Килмер     | Селия Адекунле                |
| Сара-Джейн Фентон      | Присцилла Фаншоу              |
| Мейнард Эзиаши         | Пятница (слуга в доме Фаншоу) |
| Джереми Кратчли        | Далмир                        |
| Джеки Мофокенг         | Хэйзел                        |